# Kopp Jenő
Kopp Jenő (Budapest, 1900. augusztus 2. – Budapest, 1977. január 13.) magyar művészettörténész.

## Családja
Felesége Waigand Ilona (1918–1978) művészettörténész. Kopp Mária orvos, pszichológus és B. Kopp Judit szobrászművész édesapja.

## Életpályája
A gazdasági akadémia elvégzése után 1930-ban a budapesti tudományegyetem bölcsészeti karán bölcsészeti doktorátust szerzett. 1928 és 1930 között tanársegéd volt Gerevich Tibor tanszékén. 1930 és 1932 között a római Magyar Történeti Intézetben folytatott kutatásokat. Miután visszatért Magyarországra, részt vett a Székesfővárosi Képtár megszervezésében. Az 1930-as évek második felétől  1948-ig a vezetője volt. Működése alatt lett a Fővárosi Képtár az ország legnagyobb magyar művészeti gyűjteménye. 1947. július 1-jén kinevezték a Székesfővárosi Múzeumba központi múzeumigazgatónak, majd 1948-ban áthelyezték a Fővárosi Levéltárba. 
Számos tanulmánya, cikke és kritikája jelent meg a Magyar Művészetben, a Tükörben és más lapokban.

## Főbb művei
- Borsos József (Pécs, 1931);
- Ismeretlen magyar festők a 19. század első felében (Budapest, 1941);
- Magyar mesterművek Budapest Székesfőváros Képtára gyűjteményében (Budapest, 1942);
- Magyar biedermeier festészet (Budapest, 1943);
- Derkovits Gyula (Budapest., 1944);
- Új magyar festészet (Budapest, 1947);
- A háromszázéves pesti papnövelde (Budapest, 1948);
- Kisfaludi Stróbl Zsigmond (Budapest, 1956).